# Perlamantis alliberti
Perlamantis alliberti är en bönsyrseart som beskrevs av Guérin-Méneville 1843. Perlamantis alliberti ingår i släktet Perlamantis och familjen Amorphoscelidae. Inga underarter finns listade i Catalogue of Life.